# ソング (下着)

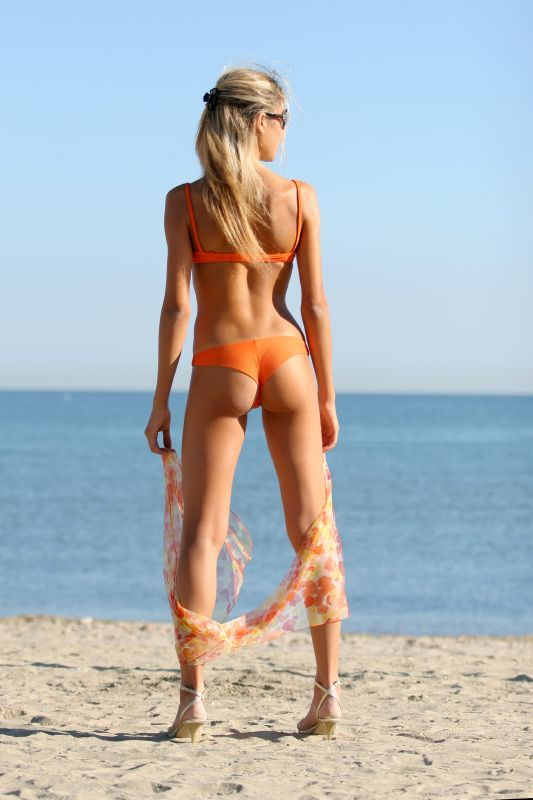
ソング水着（臀部の下半分を露出したこの形式は cheeky と呼ばれる）

ソング（英: Thong）とは下着、および水着の一種。

## 概要
日本では、フロントが普通のビキニでバックがT字型にカットされたデザインになっていることがある。
ソングは生地の面積が小さいため、ショーツラインやブリーフラインがアウターに響きにくい。
元々、ソングとは紐と言う意味であり、北欧や欧米をはじめ海外ではタンガと共に、日本でTバックと称されるボトム類の総称として用いられることがある。
Gストリングと混用されることがあったが、2019年現在では減ってきている。